# Clotari III
Clotari III(652-673), va ser fill gran del rei merovingi de Nèustria i Borgonya Clodoveu II. A la mort del seu pare el 658 heredà els regnes sota la regència de la seva mare Bathilda.
En un principi el regne d'Austràsia havia d'anar incorporat a l'herència de Clotari. Però durant els primers anys de regència, entre el 660 i el 662, la noblesa austrasiana va reivindicar més autonomia demanant un rei propi. Els neustrians van concedir a Austràsia la seva voluntat i es va coronar rei un altre fill de Clodoveu II, el germà de Clotari Khilderic II.
El poder real, però, residia en la noblesa neustriana a conseqüència de la progressiva pèrdua d'influència de la monarquia franca en els últims temps. Fins i tot després d'assolir la majoria d'edat el 669, el govern del regne estava en mans del majordom de palau Ebroin. És possible, però, que en aquest punt va començar a exercir certa autoritat que quedaria troncada amb la seva mort la primavera del 673.
Va ser enterrat a la Basílica de Saint-Denis i fou succeït pel seu germà Teodoric III. És considerat un dels primers "reis mandrosos".